# Forêt nationale de San Juan
Pour les articles homonymes, voir San Juan.
La forêt nationale de San Juan, en anglais San Juan National Forest, est une forêt nationale américaine située dans le sud-ouest du Colorado. Couvrant 7 603 km2, cette aire protégée créée le 3 juin 1905 est gérée par le Service des forêts des États-Unis.

## Présentation

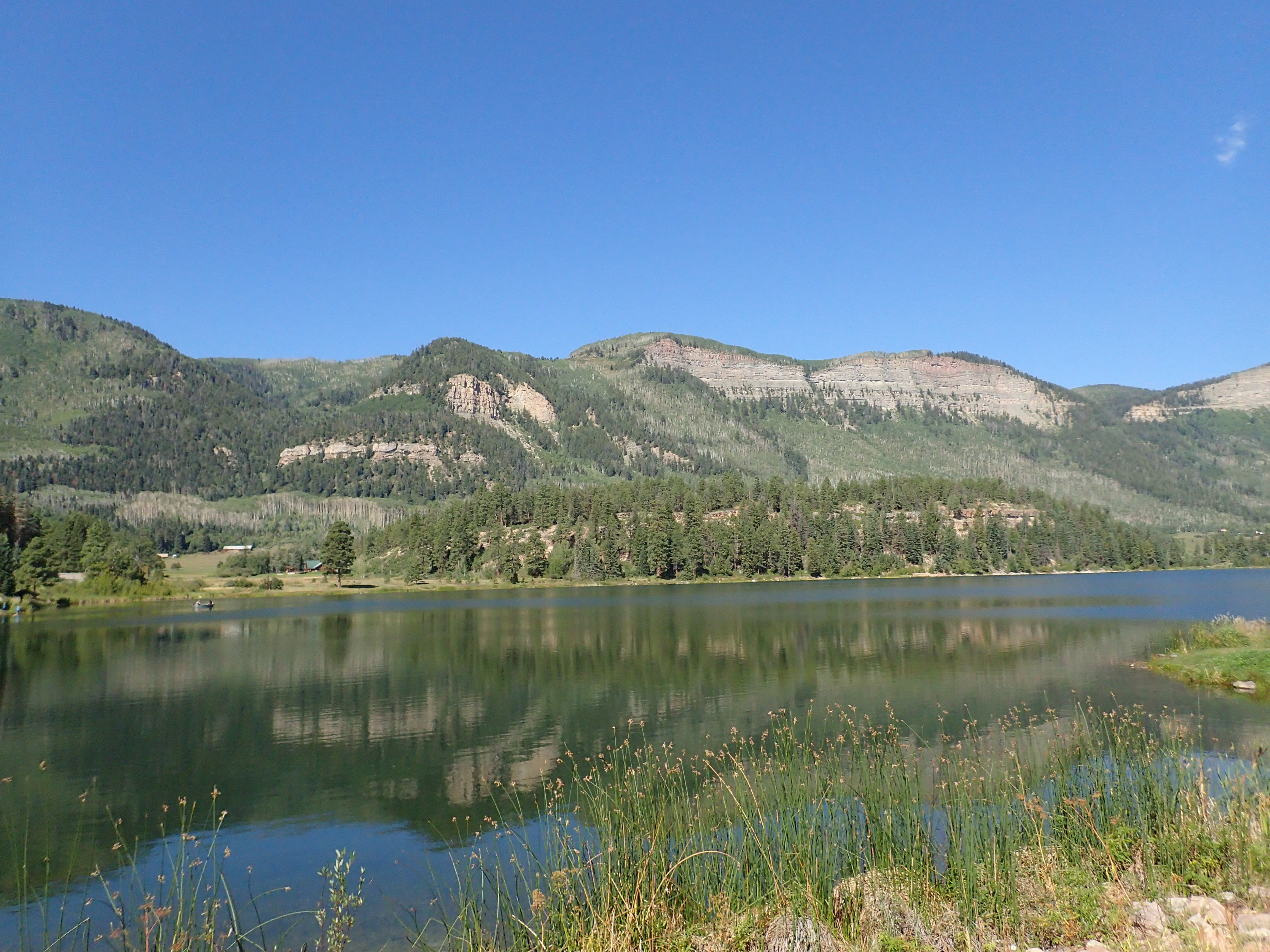
Le lac Haviland, inclus dans la forêt de San Juan.